# Ordre du Double Dragon

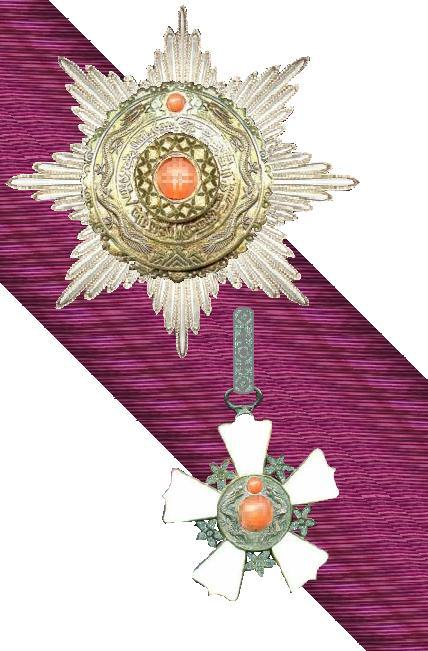
Insignes de l'ordre du Double Dragon, 2e classe, 1er grade.

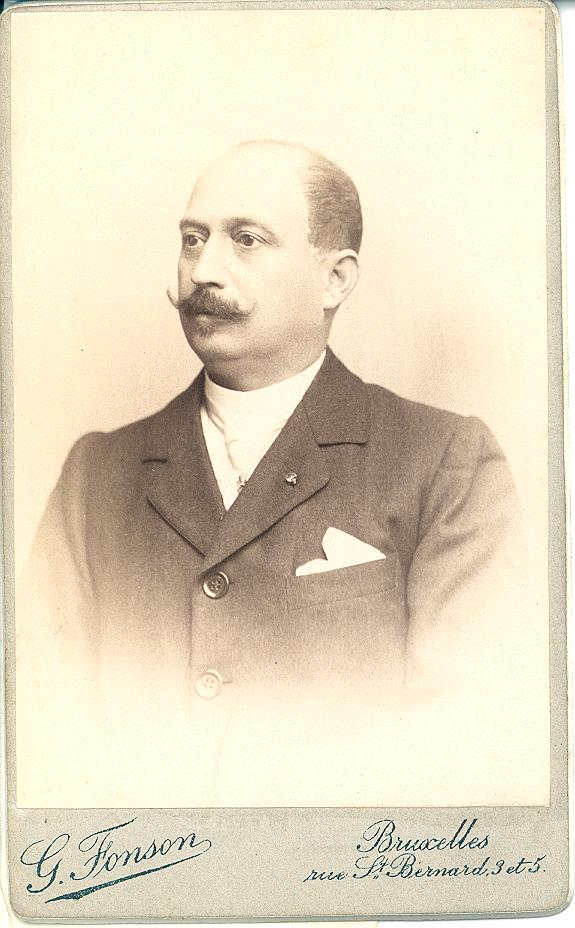
Le sinologue et diplomate belge Charles Michel, décoré de l'ordre du Double Dragon.

Pour les articles homonymes, voir Double Dragon.
L'ordre du Double Dragon, est un ordre honorifique prestigieux, existant dans l'empire de Chine.
Il fut créé par l'empereur Guangxu le 19 décembre 1881.
Comme son nom l'indique, cet ordre est double, car il est divisé en deux catégories, la première étant réservée aux Chinois se distingue par des habillements traditionnels ; la partie réservée aux étrangers se conforme aux coutumes étrangères et est divisée en divers degrés.

## Les signes distinctifs pour les Chinois
- Boutons, plumes de paons et robe de soie.

## Les signes distinctifs pour les étrangers
- Cinq grades et trois classes.

## Personnalités occidentales décorées de l'ordre du Double Dragon
- Léopold II, roi des Belges (1835-1909), 1re classe 1er degré (21 avril 1899)
- Albert Ier, roi des Belges. (1909-1934), 1re classe, 1er degré
- Emile Braun, commandeur ;
- Félix Faure (1841-1899), président de la République, 1re classe 1er grade en 1897 ;
- Paul de Favereau (1856-1922) ;
- Émile De Mot, grand cordon de l'ordre ;
- Auguste François (1857-1935), consul de France en Chine[1] ;
- Auguste Gérard (1852-1922), ambassadeur de France en Chine ;
- Baron Joseph Hellebaut, lieutenant-général belge décoré de la troisième classe du second grade de l'ordre en 1896 ;
- Henri-Gustave Joly de Lotbinière (1829-1908) ;
- Jean Jadot, ingénieur belge, reçut le 12 janvier 1902 la médaille impériale de l'ordre de la Précieuse Étoile du Double Dragon, 2e degré, 3e classe, en remerciement de ses efforts déployés lors du retour de l'impératrice Cixi en train de Pékin.
- Leonora King (1851-1925), médecin et missionnaire canadienne[2] ;
- Hans von Koester ;
- Théophile de Lantsheere (1833-1918), ministre belge ;
- Gérard Leman, nommé commandeur ;
- Charles Michel ;
- Léon Mourret (1849-1933), général de brigade ;
- Edmond de Prelle de la Nieppe, conseiller de légation ;
- Arthur Romain (1873-1917), professeur à l'École militaire de Bruxelles comme le général Leman cité ci-dessus. Il fut l'officier responsable du fort no 4 d'Anvers situé à  Mortsel en 1914. Interné à Urk (Flevoland) avec André d'Humières, il est mort aux Pays-bas, après sa libération négociée par l'ambassade de Belgique aux Pays-Bas.[réf. souhaitée]
- Cyrille Van Overbergh, commandeur de l'ordre ;
- Charles Vapereau, commissaire général du gouvernement chinois à l'exposition universelle de 1900, grand cordon de l'ordre;
- Louis de Villegas Saint-Pierre ;
- Léon de Witte de Haelen, commandeur de l'ordre.

## Sources
- Ordre du Double Dragon, Shuang Lung Pao Hsing.
- Pékin - Hankéou, La grande épopée, 1898-1905, (Catalogue de l'Exposition qui a débuté en la gare de Schaerbeek au Train World en juin 2021, Kana, 2021),  page 179, avec photo de l'acte officiel muni du sceau du prince Yikuang reçu par Jean Jadot.
- Figures nationales contemporaines, Série I, pages pages 8 & 15 ; Série II, Bruxelles, 1909, pages 56 & 58.